# Туфо Алто (Л'Аквила)
Туфо Алто (итал. Tufo Alto) је насеље у Италији у округу Л'Аквила, региону Абруцо.
Према процени из 2011. у насељу је живело 22 становника. Насеље се налази на надморској висини од 928 м.